# Nerl (Kljasma)
Die Nerl (russisch Нерль) ist ein 284 km langer linker Nebenfluss der Kljasma nordöstlich von Moskau in Russland.

## Beschreibung
Die Nerl entspringt im Südwesten der Oblast Jaroslawl in der Nähe von Pereslawl-Salesski und fließt zunächst in südlicher Richtung zwischen hohen, mit Nadel- und Mischwald bestandenen Hügeln. Wenig nördlich des Pleschtschejewo-Sees biegt sie nach Osten ab und erreicht bald die Grenzen der Oblaste Iwanowo und Wladimir.
Für einige Kilometer folgt die Nerl nun grob dem Verlauf der Grenze zwischen den Oblasten Iwanowo und Wladimir und fließt anschließend durch eine nun offenere Landschaft ostwärts durch die südwestliche Oblast Iwanowo. Nach der Einmündung der Uchtoma, ihres größten Nebenflusses, wendet sie sich nach Südosten und erreicht nördlich der Stadt Susdal wieder die Oblast Wladimir. Sie passiert die Stadt im Osten und fließt durch offene Wiesenlandschaften südwärts. Wenige Kilometer weiter mündet sie in der Nähe der Stadt Wladimir in die Kljasma.
Die Nerl ist auf ihrer gesamten Länge nicht schiffbar. Gewöhnlich friert sie im November oder Dezember zu und bleibt bis in den April hinein von Eis bedeckt.

## Sehenswürdigkeiten
Im Gebiet der Mündung in die Kljasma befindet sich der einstige Sitz des Fürsten Andrei Bogoljubski, Bogoljubowo, und die aus dem 12. Jahrhundert stammende Mariä-Schutz-und-Fürbitte-Kirche (auch Pokrow-Kirche an der Nerl), die eines der bedeutendsten Denkmäler der altrussischen Baukunst darstellt.